# The Return of N.EX.T Part 2: World
《The Return of N.EX.T Part II: World》는 대한민국의 록 밴드 N.EX.T의 세 번째 앨범이다. 라이브 1, 2 앨범을 제외하면 기타리스트 김세황과 베이시스트 김영석 두 사람은 넥스트에 합류한 후 정규앨범으로서는 처음으로 작업한 작품이다. 초판은 디지팩으로 발매되었으며, 이후에는 주얼케이스판으로 판매되고 있다.

## 앨범
'The Return of N.EX.T'라는 타이틀의 두 번째 파트에 해당하는 작품으로, 철학적이고 시사적 내용의 가사가 담긴 다양한 장르의 곡이 수록되었다. 주요 수록곡은 당시 있었던 삼풍백화점 붕괴 사고와 성수대교 붕괴 참사로 나타난 무분별한 발전을 비판한 내용의 프로그레시브 록 〈세계의 문〉, 《바람부는 날이면 압구정동에 가야한다》 OST에 수록됐던 댄스 형태의 곡을 락 장르로 편곡하고 국악인의 창을 삽입한 〈Komerican Blues (Ver 3.1)〉, 팝 요소를 가미한 〈Hope〉, 황금만능주의를 비판하는 〈Money〉, 당시 문제가 되었던 동성동본 금혼법(그 뒤 1997년 헌법재판소에서 위헌 판결이 난다)에 대한 내용을 다룬 〈힘겨워하는 연인들을 위하여〉, 본래 쌍둥이로 태어나야 했으나 12시간만에 숨을 거둔 신해철의 조카 한 명을 위한 곡이었지만 낙태로 주제를 바꾼 연주곡 〈Requiem For The Embryo〉등이 있다.
전작들과 달리 기타리스트가 주도하는 연주곡도 있는데, 어쿠스틱 기타 연주곡〈나른한 오후의 短想(짧은 생각, 김세황의 의도적인 표현임)〉과 1970년대 영화 《러브 스토리》의 테마를 일렉트릭 기타로 연주한 보너스 트랙〈Love Story〉이다.

### 특이사항
‘World(세계)’라는 표제를 갖고 있기 때문에 부클릿에는 수록곡의 한글 노래 제목 밑에 영어, 일본어, 중국어, 프랑스어, 독일어, 스페인어로 된 제목이 적혀있다. 간혹 해당 국가에서 사용하지 않는 글자나 단어가 포함된 경우도 있다. 중국어 표기의 경우에는 간체자와 번체자를 혼용하기도 하였다.
| 한국어                        | 영어                     | 중국어               | 일본어                         | 프랑스어                                | 독일어                         | 스페인어                             |
| ----------------------------- | ------------------------ | -------------------- | ------------------------------ | --------------------------------------- | ------------------------------ | ------------------------------------ |
| 세계의 문                     | Gate of the world        | 世界的门             | 世界の門                       | La porte du monde                       | Die tur der welt               | La puerta del Mundo                  |
| pt 1. 유년의 끝               | End of Childhood         | 幼年的终末           | 幼年の終                       | La fin de l'enfance                     | Das End der Jugend             | El Fin de Infancia                   |
| pt 2. 우리가 만든 세상을 보라 | The World we made        | 看我们造的世上       | 私達が創造した世上さ見て下さい | Regarde le monde que nous construisions | Sehen die welt, die wir machen | Mira el Mundo que hicimos            |
| -                             | Komerican Blues          | 韩国人的叹悔歌       | -                              | Le Blues Comericain                     | Koreaner Blues                 | El lento de comericano               |
| -                             | Mama                     | 妈妈                 | ははに                         | Maman                                   | Die Mutti                      | Mamá                                 |
| 나는 쓰레기야(pt.1, 2)        | I am Trash               | 我是一個沒有用的孩子 | 私は無用之人だ                 | Je suis ordure                          | Ich bin rubbishy               | Yo soy basura                        |
| -                             | The Age of No God        | 上帝不在的時代       | 神がない時代                   | L'age san Dieu                          | Die Zeit Keines Gott           | La era de sin Dios                   |
| 힘겨워하는 연인들을 위하여    | For the forbidden lovers | 爲了痛苦的恋人们     | 惡しい恋愛する 恋人のだめに    | Pour les amoureux en difficulté         | Für erschöpte Gellebten        | Para los novious agonijados          |
| -                             | Requiem for the Embryo   | 胎见鎭魂曲           | -                              | Le Requiem pour l'embryon               | Das Requiem für Embryo         | Réquiem Para embrión                 |
| -                             | Money                    | 錢                   | お金                           | L'agent                                 | Das Geld                       | La Moneda                            |
| 나른한 오후의 短想(단상)      | Mood for an afternoon    | 今天下午我沒有兒     | そてもねたいした午後           | La meditation dans l'aprés-midi détendu | Die etkraftete des nachmittags | La maditación de la tarde fastidiosa |
| 아가에게                      | For a new born child     | 对小娃娃             | 子供に                         | A BéBé                                  | Zu dem Baby                    | A mi nene                            |
| -                             | Hope                     | 希望                 | 希望                           | L'espoir                                | Die Hoffnung                   | LA Esperanja                         |
| -                             | Questions                | 问题                 | 質問                           | Les questions                           | Die Fragen                     | Preguntas                            |

## 활동
넥스트는 1995년 10월 14일 《95 내일은 늦으리》 환경콘서트에 참가한다. 그리고 12월 30일에는 〈The World〉라는 타이틀의 공연을 개최했다. 1996년에도 KBS 1TV의 빅쇼를 비롯한 방송활동과 공연을 이어간다.
신해철은 음악을 하는 데 대학 졸업장이 무의미하다는 본인의 판단 아래 1995년에 서강대학교 철학과를 자퇴했고, 1996년 4월부터는 당시 MBC FM에서 신설하였던 라디오 프로그램 FM 음악도시의 진행자를 맡게 된다.

## 게임
1996년에는 《N.EX.T Interactive - 세계의 문》이라는 제목의 게임이 발매되었다. 이 게임은 신해철을 주인공으로 하고 있고, 영혼을 뺏긴 연인을 구하는 내용이며 여기에는 넥스트의 뮤직비디오와 동영상이 포함되어 있다.

## 곡 목록
| #             | 제목                                                                | 작사          | 작곡                                        | 편곡           | 재생 시간 |
| ------------- | ------------------------------------------------------------------- | ------------- | ------------------------------------------- | -------------- | --------- |
| 1.            | 세계의 문 Part 1 - 유년의 끝 Part 2 - 우리가 만든 세상을 보라       | 신해철        | 신해철(Part 1, 2), 김세황(Part 2 공동 작곡) | 신해철         | 9:31      |
| 2.            | Komerican Blues (Ver. 3.1)                                          | 신해철        | 신해철                                      | 신해철         | 4:43      |
| 3.            | Mama                                                                | 신해철        | 신해철                                      | 신해철         | 4:12      |
| 4.            | 나는 쓰레기야 Part 1                                                | 신해철        | 신해철, 김세황                              | 신해철, 김세황 | 0:50      |
| 5.            | The Age of No God                                                   | 신해철        | 신해철                                      | 신해철         | 3:20      |
| 6.            | 나는 쓰레기야 Part 2                                                |               | 신해철, 김세황                              | 신해철, 김세황 | 0:45      |
| 7.            | 힘겨워하는 연인들을 위하여                                          | 신해철        | 김영석                                      | 김영석         | 6:26      |
| 8.            | Requiem for the Embryo                                              |               | 신해철                                      | 신해철         | 4:47      |
| 9.            | Money                                                               | 신해철        | 신해철, 김세황                              | 신해철, 김세황 | 5:42      |
| 10.           | 나른한 오후의 短想 (단상)                                           |               | 김세황                                      | 김세황         | 2:49      |
| 11.           | 아가에게                                                            | 신해철        | 신해철                                      | 신해철         | 5:04      |
| 12.           | Hope                                                                | 신해철        | 신해철, 김세황                              | 신해철, 김세황 | 4:33      |
| 13.           | Questions                                                           | 신해철        | 김세황                                      | 김세황         | 6:43      |
| 14.           | Love Story (정식 트랙이 아닌 보너스 트랙, 영화 《러브스토리》 테마) |               | 프랑시스 레이                               | 김세황         | 5:53      |
| 총 재생 시간: | 총 재생 시간:                                                       | 총 재생 시간: | 총 재생 시간:                               | 총 재생 시간:  | 66:15     |

## 참여
이 목록은 해당 앨범의 부클릿 〈staff〉목록에서 발췌하였다.
| 넥스트 - 신해철 - 보컬, 건반 악기 - 김세황 - 기타(전기 기타, 어쿠스틱 기타), 보컬(11) - 김영석 - 베이스 기타, 보컬(11) - 이수용 - 드럼, 보컬(11) 참여한 음악인 - 서울 풍물단(최익환, 김광수, 임원식, 임영준) - 사물놀이(2, 5) - 남궁정애 - 창, 구음(2, 8) - 임강구, 김유성(디지털 아시아) - 백 보컬 | 스탭 - Mick "Magic hands" Glossop(The Producers) - 믹싱(대영A/V 스튜디오), 마스터링(Matropolis Mastering studios) - 김한구 - 보조 - Ian Cooper(Matropolis Mastering studios) - 마스터링 - 이상용, 오원철, 임동인, 정문원, 김용식(대영A/V 스튜디오) - 녹음 - 김한구, 조규범, 양수열, 김원경, 정동철 - 보조 - 김국현(Bay 스튜디오) - 녹음 - 황기연, 김동훈 - 보조 - 이유억(Universal 스튜디오) - 녹음 - 김은석 - 보조 - 김경남(레볼루션 No.9) - 이그제큐티브 프로듀서 - Annie Holloway - 매니지먼트(The Producers) 시각 스태프 - 전상일 - 아트 디렉터, 디자인, 컴퓨터 그래픽 - 이강산 - 디자인, 3D 모델링, 랜더링 - 이주은 - 디자인 - 김형균 - 일러스트 - 이인성 - 사진 디렉터, 사진 - 나병은 - 사진 - 조범 - 프로덕션 사진가 - 유지원 - 스타일리스트 - 명진아트 - 아트워크 |